# کاسو
کاسو دهستانی در استان آستوریاس اسپانیا است.
در این دهستان ۱٬۹۹۵ نفر زندگی می‌کنند. مساحت این دهستان ۳۰۷٫۹۴ کیلومتر مربع است.